# De Dannan
De Dannan — один из наиболее известных ирландских коллективов, исполняющих ирландскую народную музыку. Основан скрипачом Фэнки Гэвином и бузукистом Алеком Финном в 1975 г.
Изначально группа называлась Dé Danann, но в 1980, по невыясненным причинам название было изменено на
De Dannan.

## История
Группа появилась в 1975 году в местечке Спиддал, графство Голуэй, как результат совместных музыкальных сейшнов нескольких человек в местном пабе: скрипача Фрэнки Гэвина, гитариста и бузукиста Алека Финна, исполнителя на боуране Джонни «Ринго» МакДоны и банджиста Чарли Пигготта.

## Дискография
- De Danann (1975)
- Selected Jigs Reels and Songs (1977)
- The Mist Covered Mountain (1980)
- Star-Spangled Molly (1981)
- Best of De Dannan (1981)
- Song For Ireland (1983)
- The Irish RM (1984)
- Anthem (1985)
- Ballroom (1987)
- A Jacket of Batteries (1988)
- Half Set in Harlem (1991)
- Hibernian Rhapsody (1995)
- How the West Was Won (1999)
- Welcome to the Hotel Connemara (2000)

## Участники
- Фрэнки Гэвин — скрипка, тин-вистл, ирландская флейта (1975—2003)
- Алек Финн — гитара, бузуки (1975—2003)
- Чарли Пигготт — банджо, концертина (1975—1980)
- Джонни Мойнихан — бузуки, вокал (1978)
- Джонни «Ринго» МакДона — боран, кости (1975—1990)
- Колм Мерфи — боран, кости (1990—2003)
- Джеки Дэйли — аккордеон (1980—1983)
- Мартин О’Коннор — аккордеон (1983—1987)
- Айдан Коффи — аккордеон (1987—1995)
- Дерек Хики — аккордеон (1995—2003)
- Долорес Кин — вокал
- Мэри Блэк — вокал
- Элинор Шэнли — вокал
- Мора О’Коннелл — вокал (1983)
- Том Падин Том — вокал (1980)